# Bande dessinée portugaise

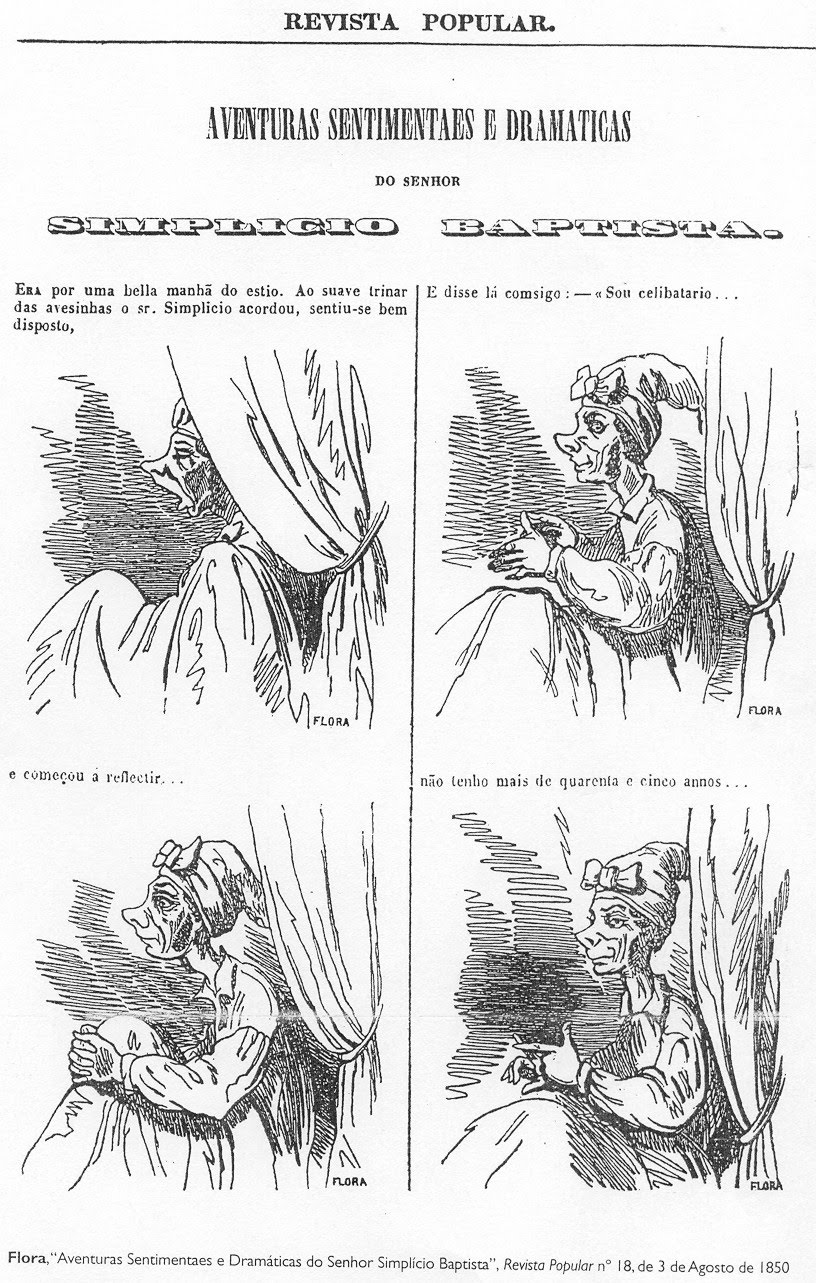
Aventuras Sentimentaes e Dramáticas do Senhor Simplício Baptista, la première planche de bande dessinée portugaise, publiée le 3 août 1850.

La bande dessinée portugaise désigne les bandes dessinées créées en portugais pour le marché portugais, par des auteurs généralement locaux. La bande dessinée brésilienne est également en portugais.
La bande dessinée portugaise est ancienne, mais quasiment inconnue hors du Portugal. Deux auteurs portugais sont connus dans le monde francophone pour leurs bandes dessinées destinées au marché franco-belge : Eduardo Teixeira Coelho (1919-2005) et Carlos Roque (1936-2006).

### Documentation

#### Monographies
- (pt) Collectif, História da BD Publicada em Portugal, Costa da Caparica : Edições Época de Ouro, 2 vol. 1995-1996.
- (pt) Pedro D'Anunciação, 100 Anos de Bordalices: Um Zé Povinho Apalermado e Subserviente, Caldas da Rainha : Gazeta das Caldas, 2006.
- Joâo Paulo Paîva Bolio et Carlos Bandeiras Pinheiro, Le Portugal en bulles, Lisbonne : Bedeteca de Lisboa, 2000.  (ISBN 9728487282)
- (pt) António Dias de Deus, Os comics em Portugal: uma história da banda desenhada, Lisbonne : Cotovia, 1997.  (ISBN 972-8423-04-7)
- (pt) António Dias de Deus et Leonardo de Sá, Dicionário dos Autores de Banda Desenhada e Cartoon em Portugal, Costa da Caparica : Edições Época de Ouro, 1999.  (ISBN 972-9839-50-6)
- (pt) Carlos Pessoa, Roteiro Breve da Banda Desenhada em Portugal, Lisbonne : CTT, 2005.  (ISBN 972-9127-94-8)

#### Articles
- Laurent Mélikian, « Angoulême désensable la BD portugaise », BoDoï, no 4,‎ janvier 1998, p. 76-77.